# Kronjuvelerna
Kronjuvelerna è un film del 2011 diretto da Ella Lemhagen e tratto dai romanzi Familjelyckan e Det stora svenska vemodet di Carina Dahl.

## Trama
Arrestata per il tentato omicidio di Richard Persson, figlio del direttore di una fabbrica, Fragancia durante l'interrogatorio della polizia racconta la sua tormentata vita, dalla povera educazione all'incontro con il suo grande amore, il giocatore di hockey su ghiaccio Petersson-Johnsson.

## Versione televisiva
Dai 120 minuti originali, il film è stato esteso alla dirata di 174 minuti per essere trasmesso in televisione su SVT dal 2 al 4 gennaio 2012.

## Accoglienza
Girato con un budget stimato di 48 milioni di corone, il film ha incassato ai botteghini di tutto il mondo 39 milioni di dollari.

## Riconoscimenti
- 2011 - Guldbagge Awards
  - Migliori costumi
  - Migliore scenografia
  - Migliori effetti visivi
  - Nomination Migliore musica originale

- 2012 - Festival internazionale del cinema di Berlino
  - Menzione speciale
  - Nomination Orso di cristallo per il miglior film

- 2012 - HARPA Nordic Film Composers Award
  - Miglior musica